# Gave d’Ossau
Der Gave d’Ossau ist ein Fluss im Südwesten Frankreichs, der im Département Pyrénées-Atlantiques in der Region Nouvelle-Aquitaine verläuft. Er entsteht durch Zusammenfluss von Gave de Brousset und Gave de Bious beim Dorf Gabas, im Gemeindegebiet von Laruns. Dieser Ort liegt nördlich des Pic de Midi d’Ossau, in etwa 1000 Metern Höhe, am Rande des Nationalparks Pyrenäen. Der Gave d’Ossau entwässert nach Norden, fließt durch die historische Provinz Béarn und trifft nach rund 49
Kilometern in der Stadt Oloron-Sainte-Marie auf den Gave d’Aspe. Gemeinsam bilden sie hier den Gave d’Oloron.

## Orte am Fluss
- Gabas, Gemeinde Laruns
- Laruns
- Bielle
- Louvie-Juzon
- Arudy
- Oloron-Sainte-Marie